# Andrew Corporation
Andrew Corporation, ранее независимый производитель аппаратного обеспечения для сетей связи, была основана Виктором Дж. Эндрю в Орленд-Парке, штат Иллинойс (1947). В 2007 году была приобретена CommScope. Обслуживает клиентов из 35 стран Азиатско-Тихоокеанского региона, Европы и Северной и Южной Америки с заводами в 12 странах, в которых работают более 4500 человек. Продажи Andrew Corporation в 1999 году превысили 791 миллион долларов США. 
Конкретные области применения продукции компании включают в себя антенны, кабели, усилители, ретрансляторы, трансиверы, а также программное обеспечение и обучение по радио и другим системам беспроводной связи. 
В 1986 году Andrew приобрела Scientific Communications, Inc. и Kintec Corp, а в 1996 году приобрел компанию Antenna. Andrew приобрела завод спутниковых антенн ведущего канала  «S Smithfield, Северная Каролина, а также оборудование, инвентарь и интеллектуальную собственность в сделке на $ 18 млн    после этого фирма подала на главу 11 Кодекса о банкротстве 2 2003 октября   
Филиалы Andrew находятся в Швеции, Швейцарии, России, Канаде, Финляндии, Мексике, Испании, Германии, Бразилии, Южной Африке, Франции, Италии и Китае.

## Операторский бизнес в странах бывшего СССР

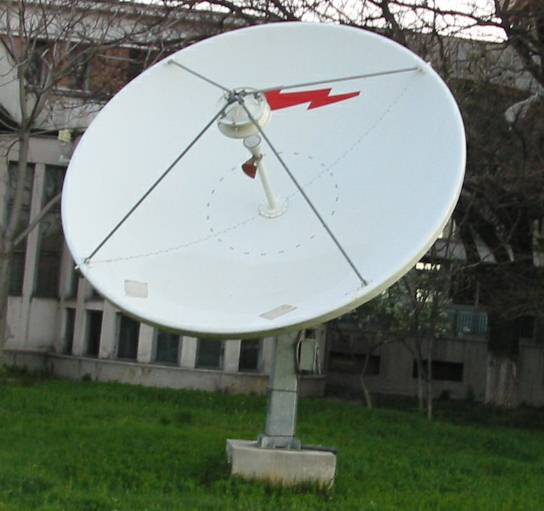
Спутниковая антенна C-Band Andrew

Только в странах бывшего СССР Andrew Corp. активно занималось операторским бизнесом, создав несколько дочерних предприятий. Владело акциями российских телекоммуникационных компаний «Метроком» (45%), «Раском» (49%), «Макомнет» (45%), "МКС", «Анаком», «Магистраль Телеком», «Канком» (Киев), производственного предприятия «Аниско», лизинговой компании «РусЛизингСвязь» и зарегистрированной в США фирмы Andrew Telecom. Для поставок оборудования на российский рынок в январе 1996 г. Andrew Corp. создала российскую торговую компанию ЗАО «Эндрю». Главными партнерами Andrew в России были метрополитены и железные дороги.

### Макомнет
Первой дочерней операторской компанией Andrew Corp. в середине 1991 г. стал московский «Макомнет» - владелец волоконно-оптической сети, проложенной в тоннелях московского метрополитена, ставший соучредителем «Макомнета». АО «Макомнет» – технологический партнер города Москвы, основана 5 ноября 1991 года.

### ЭНИСКО
В декабре 1991 г. Andrew организовал производственное предприятие «ЭНИСКО» c заводом «Искра» в Красноярске. «ЭНИСКО» выпускал параболические антенны для микроволновых и спутниковых систем и антенны для приема программ спутниковых телеканалов.

### Метроком
В июне 1992 г. Andrew на паях с петербургским метрополитеном создал в Петербурге ЗАО «Метроком» (по аналогии с «Макомнет»).  В октябре 2011 г. компания ЗАО «Метроком» была приобретена ПАО «МегаФон».

### Раском
В июне 1993 г. вместе с Октябрьской железной дорогой фирма «Раском» связала волоконно-оптической линией сети Москвы(«Макомнет») и Петербурга(«Метроком»). Линия была построена за четыре месяца.

### Канком
В 1993 г. организована дочерняя компания Andrew в Киеве - «Канком», владеющая волоконной сетью в тоннелях киевского метро.

### Рамсатком
В декабре 1993 г. Andrew учредил фирму «Рамсатком» (c 1996 «Анаком») - оператора дальней связи, использующего технологию VSAT.

### Аэроком-CSI
В январе 1994 г. Andrew создала в Москве международного оператора «Аэроком-CSI» (вместе с теми же ГП КС, ММТ, а также с такими структурами как Центр «Останкино», Центральный департамент международных воздушных сообщений, Российская Академия наук и Международный фонд «Интерприватизация»). Со временем эта компания стали именоваться просто CSI, а в 1999 г. превратилась в ЗАО «МКС» («Международная компания связи») ЗАО МКС.
Поначалу CSI владела емкостью в трансатлантическом кабеле CANTAT-3, затем эта емкость была передана Andrew Telecom.

### Магистраль Телеком
В 1996 г. Andrew создала в Новосибирске фирму «Магистраль Телеком», основу сети которой составил волоконно-оптический кабель, проложенный в тоннелях новосибирского метро и вдоль новосибирского участка Западно-Сибирской железной дороги.

### Andrew International
В 1997 г. российскую структуру Andrew - Andrew International - возглавил Эрлен Первышин, который в течение 3 лет занимал пост министра промышленности средств связи СССР.

### МирТелеКом
В 1998 г. Andrew создала некоммерческую ассоциацию «МирТелеКом», включившую все дочерние компании американской корпорации в СНГ, а также Andrew Telecom и технически объединив их.